# Opération Strike of the Sword
Guerre en Afghanistan (2001)
L'opération Strike of the Sword ou opération Khanjar (en français opération Coup d'épée) est une offensive américaine menée dans la province du Helmand dans le Sud de l'Afghanistan. Environ 4 000 marines de la 2e brigade expéditionnaire des marines ainsi que 650 troupes afghanes sont engagées, appuyées par des avions de l'OTAN. L'opération démarre quand les unités pénètrent dans la vallée de la rivière Helmand aux premières heures du 2 juillet 2009. Cette opération est la plus grande offensive des marines américains depuis la bataille de Falloujah en 2004. C'est aussi la plus grande opération aéroportée lancée par les marines depuis la guerre du Viêt Nam.
Les marines effectuent surtout une poussée dans trois villes significatives d'une zone s'étirant sur 120 km dans la vallée de la rivière Helmand au sud de Lashkar Gah. Deux bataillons d'infanterie et un bataillon de reconnaissance blindé léger (Light Armored Reconnaissance Battalion ou LAR) des marines sont le fer de lance de l'opération. Au nord, le 2e bataillon, 8e marines (2/8) avance sur la région de Garmsir (en). Dans le centre du Helmand, le 1er bataillon, 5e marines (1/5) avance sur Nawa-I-Barakzayi (en) vers le sud de Lashkar Gah, et le 2e bataillon de reconnaissance blindé (2e LAR) entre dans Khanashin dans la région de Khanashin,,

## Contexte

### La forteresse talibane
Depuis 2001, la province du Helmand est considérée comme étant une forteresse talibane et reste une des provinces les plus dangereuses pour les troupes de la coalition en Afghanistan, où se trouvent notamment les troupes britanniques, dans une impasse depuis 2006. La vaste étendue de terre rend le contrôle de la province difficile, et les volontaires venus du monde arabe ainsi que les centaines de nationalistes afghans des environs continuent de rejoindre les insurgés. Une préoccupation croissante des militaires américains et de certains responsables du Renseignement porte sur le fait que la plupart de la violence qui sévit dans le Helmand est liée aux flux de combattants et de munitions venant de la région du Baloutchistan au Pakistan.

### Renfort de troupes
Pour aider à endiguer l'insurrection talibane toujours plus violente, le président Obama approuve, le 18 février 2009, une augmentation des forces américaines en Afghanistan, comme l'avait fait en 2007 le président Bush. Au début de l'année 2009, plus de 10 000 marines sont envoyés dans le Sud du pays, premiers renforts sur les 21 000 hommes supplémentaires prévus.

### Les défis militaires
La ville de Nawzad (en) est un exemple clair pour les experts de l'Afghanistan des défis auxquels doivent faire face les forces américaines pour changer le cours de la guerre avec un nombre limité de troupes. La ville est synonyme d'impasse depuis 2006. Jamais l'armée britannique ou les forces de l'armée estonienne ne furent capables de dominer la région. Depuis sa prise en charge par les Américains en mars 2008, les marines se retrouvent dans une situation similaire.
Pendant des mois, une seule compagnie de marines est affectée à la ville. Les demandes de renforts supplémentaires n'aboutissent pas car les haut-gradés chez les marines donnent la priorité aux zones où se trouvent le plus de civils. Même si la victoire finale n'est pas possible, l'idée derrière cette unique compagnie de marines se battant avec acharnement contre les talibans, est d'occuper les insurgés pendant que d'autres unités tentent de gagner des batailles de moindre importance mais plus de confiance parmi la population, ailleurs.
En avril 2009 avec trois bataillons dans la région (le 3e bataillon, 8e marines (3/8), le 2e bataillon, 3e marines (2/3) et le 2e bataillon, 14e marines (2/14)), les marines sont finalement capables de repousser la ligne de front de quelques centaines de mètres et de créer une large zone tampon autour des positions américaines. Un nombre important d'insurgés sont par la même occasion tués.
Cependant, à la fin du mois de juin 2009, la localité est toujours dans une impasse et reste une ville fantôme.

### Pression politique
L'élection présidentielle afghane de 2009, prévue pour être organisée le 20 août 2009, a été de plus en plus remise en question. Les critiques se demandaient comment une élection nationale aussi significative pouvait se tenir alors que les militants talibans contrôlent tant de territoire au sud de l'Afghanistan.

### Buts de l'opération
L'amiral Michael Mullen, chef d'état-major des armées des États-Unis, explique que le but de l'opération n'est pas de bouter les talibans hors des zones qu'ils contrôlent, mais de sécuriser la zone pour permettre au gouvernement afghan d'agir. Le général de brigade Larry Nicholson, commandant la 2e brigade expéditionnaire des marines, déclare que l'opération vise à améliorer la sécurité avant l'élection présidentielle, permettant l'inscription des électeurs là où avant il n'y en avait pas. Les marines ont prévu d'attaquer massivement puis de consolider la position de la FIAS dans la région.

## Chronologie

### Début de l'action militaire

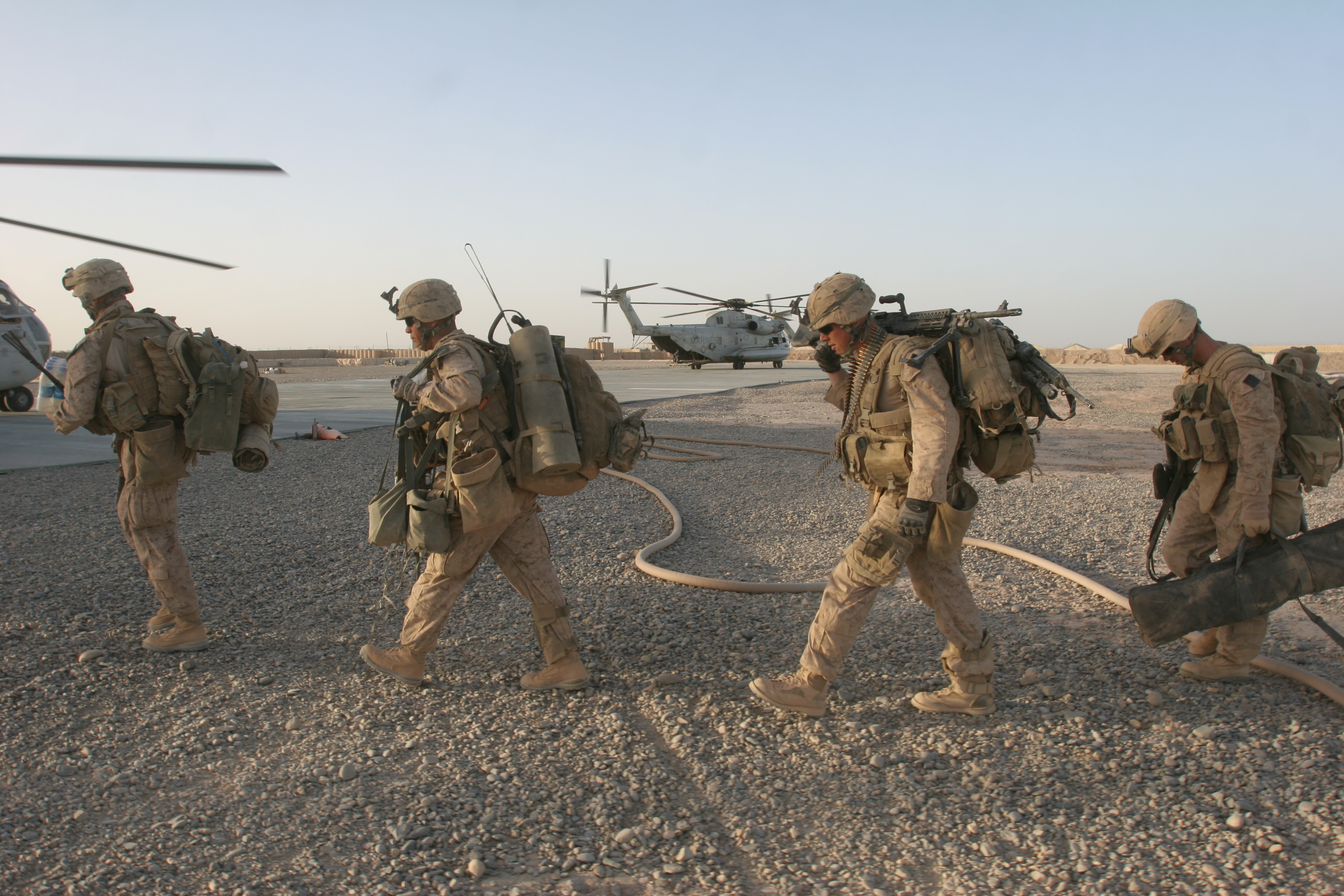
Des marines du 2/8 embarquant à bord d'hélicoptères à, le 2 juillet 2009

L'opération commence autour de 1h00 (heure locale) quand les marines du 1er bataillon, 5e marines (1/5), sont déposés par des hélicoptères CH-47 et UH-60 de la 82e division aéroportée, dans des champs autour de la ville de Nawa-l-Barakzayi, au sud de Lashkar Gah. Les premiers coups de feu de l'opération sont tirés au lever du jour (autour de 6h15) quand une unité de marines essuie des tirs à l'arme légère depuis une rangée d'arbres. Des hélicoptères d'attaque Cobra sont appelés et effectuent une série de tirs sur la rangée d'arbre d'où provenaient les tirs. Dans le même temps, les marines du 2e bataillon, 8e marines (2/8), sont largués par hélicoptères juste à l'extérieur de la ville de Sorkh-Duz. Cette dernière se situe entre Nawa-l-Barakzayi et Garmsir. La température extérieure dépasse alors les 37 °C.

### La retenue américaine
Bien que l'opération vise à éliminer la menace talibane, le principal objectif de l'opération est de gagner la confiance de la population locale et de les protéger de cette menace. Pour atteindre ce but, les unités de marines exercent une retenue militaire lors des accrochages avec les insurgés. Bien qu'ils soient confrontés à des bombes artisanales et des attaques à l'arme légère, avec pour résultat la mort d'un marine et plusieurs blessés, le commandement décide d'éviter de répondre aux attaques. Durant les premières 24 heures de l'opération, les marines n'utilisent pas l'artillerie ou ne font pas appel aux avions de combat pour larguer des bombes.
Les pertes civiles sont un problème que le général Stanley McChrystal, commandants les forces américaines en Afghanistan et de la FIAS, tient à souligner avant l'opération, précisant que c'est une façon sûre de perdre la confiance parmi les gens du pays, indépendamment du nombre de boucliers humains que les talibans peuvent utiliser dans une seule journée. McChrystal va plus loin en expliquant la nécessité d'une surveillance constante afin de déjouer les tentatives d'assassinats visant des civils perpétrées par les talibans, qui ensuite revendiquent ces atrocités comme étant des dommages collatéraux liés aux Américains.
Bien que dans des circonstances similaires, les troupes auraient normalement fait appel à des frappes aériennes, les responsables des marines pratiquent ce qu'ils appellent la « patience tactique », dans un effort de réduire davantage les pertes civiles liées à la coalition, grâce à des règles d'engagement strictes.
Le 2 juillet, premier jour de l'opération, les marines du 1/5 se retrouvent face à un groupe d'environ 20 militants retranchés dans une construction de briques et de boue à Nawa-l-Barakzayi. Les marines s'abstiennent de faire appel à une frappe aérienne menée par des avions de combat et préfèrent utiliser les mitrailleuses Gatling de 20 mm de leurs hélicoptères d'attaque AH-1W SuperCobra afin de limiter le risque de pertes civiles. Les militants réussissent cependant à fuir,,. Bien qu'essuyant des tirs, les marines s'abstiennent de détruire de nombreuses constructions car ils ne peuvent confirmer l'absence de civils à l'intérieur.
Les officiers des marines distribuent des tracts expliquant leur présence et discutent avec les habitants à l'aide de leurs interprètes afghan. Quelques compagnies de marines, par respect, ainsi que pour protéger les habitants de représailles talibanes, passent la nuit dans des habitations vides « avec la permission des gens du village », au lieu de construire des campements avec fils de fer et sacs de sable.

### Le district de Garmsir

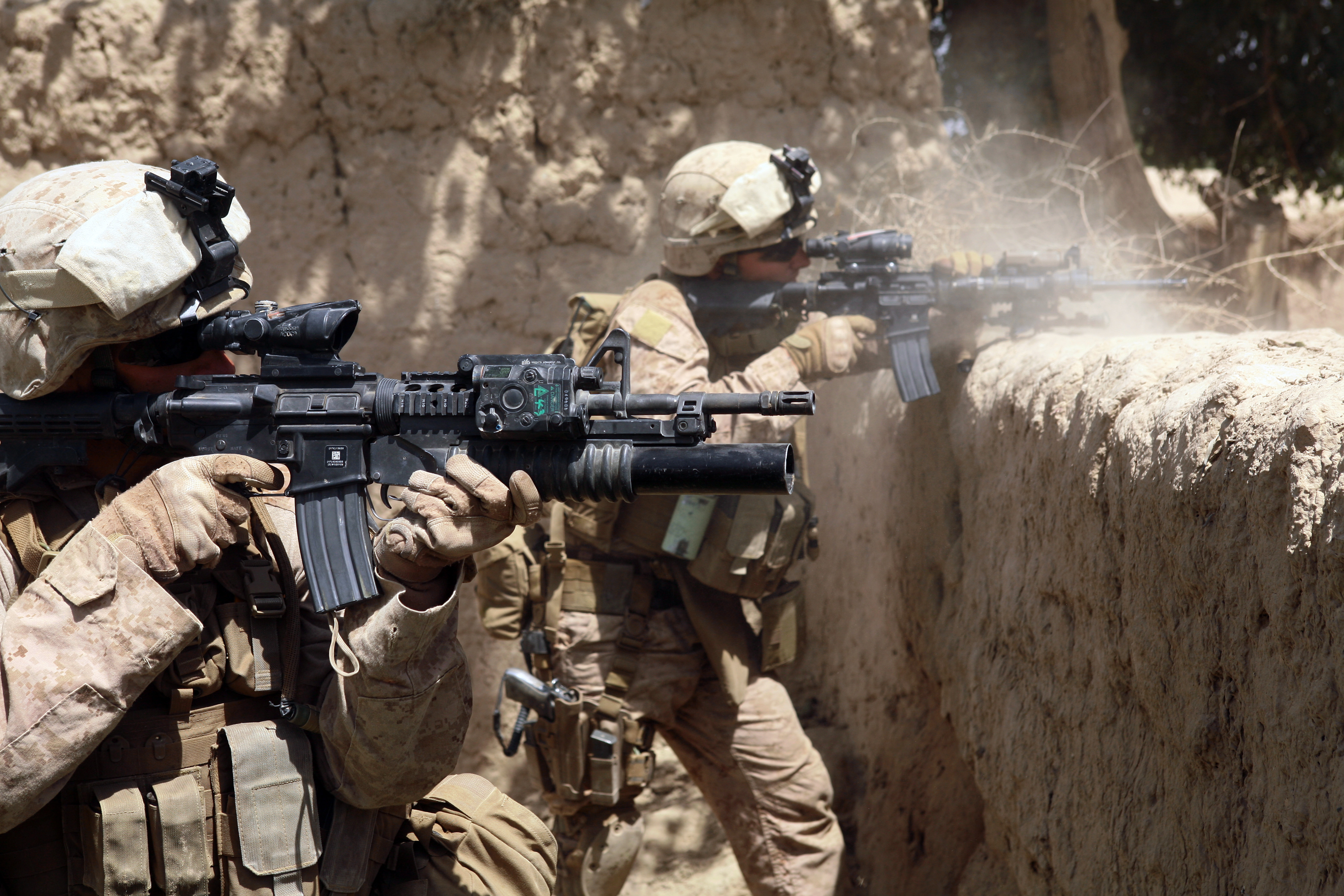
Des marines du 2/8 tirant sur une position ennemie à Garmsir, le 3 juillet 2009

Les marines du 2e bataillon, 8e marines (2/8) ne rencontrent que peu ou pas de résistance au début. Le 3 juillet, les combattants talibans retranchés dans une enceinte fortifiée, ouvrent le feu sur les marines durant huit heures avant qu'un avion d'attaque au sol AV-8B Harrier II du VMA-214 détruise l'enceinte à l'aide d'une bombe de 225 kg, tuant tous les talibans présents à l'intérieur, estimés à environ 30–40 hommes. Aucun marine n'est signalé blessé pendant l'action, et l'incident ne fait que retarder les plans américains de rencontre avec les anciens du village et quelques habitants. Les marines du 2/8 conduisent des patrouilles communes avec l'armée nationale afghane dans Sorkh-Duz et ses environs.
Le 5 juillet, des éléments du 2/8 sont pris dans des combats violents à Toshtay à 25 kilomètres au sud de Garmsir.

### Le district de Nawa-l-Barakzayi
Des centaines de marines du 1er bataillon, 5e marines (1/5) sont déposés par hélicoptères dans le village de Nawa-l-Barakzayi, rencontrant une résistance sporadique. Les commandants des marines pensent que les forces talibanes se sont repliées pour l'instant, afin d'observer les marines.
Le 24 juillet, des marines de la compagnie F, du 2e bataillon, du 8e régiment de marines, et du 3e régiment de marines, ainsi que des troupes de l'ANA, bombardent une fortification talibane. Cinq insurgés sont tués et plus de 120 tonnes de graines de pavot, 33 sacs d'opium, 13 sacs de haschich, 50 barils de matières explosives, 20 fusils à culasse mobile, 20 engins explosifs improvisés (EEI) et près de 60 tonnes de fertilisant qui aurait pu servir de charges explosives, sont saisis[réf. nécessaire].

### Le district de Khan Neshin
Le 2 juillet, près de 500 marines du 2e LAR, avec 70 véhicules, arrivent à Khanashin, la capitale du district de Khan Neshin. Cette ville fut un bastion des talibans, et les forces de la coalition n'ont jamais réussi à maintenir une présence dans des zones aussi éloignées au sud de la vallée de la rivière Helmand. Les marines s'arrêtent en dehors du village, attendant que le chef du village leur donne la permission d'avancer. À la fin de la journée, les marines sont capables de négocier leur entrée dans la ville, ne rencontrant aucune résistance, et peuvent engager des pourparlers,.

### L'attaque desmarinessur Dahaneh
Le 12 août 2009, les marines organisent un assaut aérien héliporté sur la ville de Dahaneh, aux mains des talibans depuis des années. L'attaque commence avant l'aube, la première vague d'assaut étant composée de Humvees et de MRAP qui récupèrent un peloton de marines puis le dépose derrière les lignes talibanes à Dahaneh. Ces troupes se frayent un chemin jusqu'à une habitation suspecte, où ils arrêtent cinq hommes et transforme le bâtiment en poste de commandement. Les chasseurs AV-8B Harrier II des marines sont eux aussi impliqués dans la bataille, larguant des fusées dans une démonstration de force. À l'aube, les tirs de mortiers et de roquettes de la part des insurgés commencent, arrosant les troupes américaines. Des marines entrent dans la ville tandis que d'autres combattent des militants dans les montagnes environnantes. La première vague de marines est accueillie par des tirs d'armes légères, de mortiers et de lance-roquettes. Les insurgés font feu depuis les toits et les cours des maisons. Une mitrailleuse lourde talibane est installée dans l'une des rues, ralentissant la progression des marines dans la ville. Les militants ont aussi introduit en ville un camion transportant des missiles. À la suite d'une salve de roquettes tirée par des militants depuis une habitation de briques et de boue, les marines demandent un tir de missile qui va détruire l'habitation et tuer entre 7 et 10 militants, selon les marines . Au coucher du soleil, les marines ont peu progressé dans Dahaneh hormis les gains de l'assaut initial avant l'aube. Face à la résistance farouche qu'ils rencontrent, les marines suspectent que les talibans étaient au courant de la planification de l'attaque de la ville et se sont donc préparés. Les forces des marines capturent environ 30 kilos d'opium le premier jour de la bataille.
Le deuxième jour des combats, des hélicoptères d'attaque AH-1W SuperCobra des marines tirent quelque 70 roquettes sur des positions talibanes dans les montagnes proches d'où les militants continuent de faire feu sur les troupes américaines en ville. Plus tard, un avion d'attaque au sol américain A-10 Thunderbolt II, effectue plusieurs tirs sur les falaises surplombant ce que les marines appellent la « passe de l'enfer », l'entrée dans la vallée de Now Zad, tandis que des missiles sol-sol tirés depuis un lanceur multiple M142 HIMARS situé sur la base principale des marines, frappent les collines. Pendant ce temps en ville, les marines se trouvent sous le feu nourri de mitrailleuses lourdes alors qu'ils avancent à travers les rues et les ruelles. Un marine est tué. À la fin de la deuxième journée, les marines et les troupes afghanes ont réussi à s'emparer d'environ la moitié de la ville, malgré une résistance toujours aussi importante.
Le troisième jour, les marines lancent une attaque avant l'aube contre une position talibane à la limite sud de la ville, prenant d'assaut une enceinte fortifiée et détruisant deux tours depuis lesquelles les insurgés tiraient, la veille encore, des roquettes et des obus de mortiers sur les troupes américaines. Les marines trouvent des plants de marijuana poussant dans la cour et confisquent des déclencheurs utilisés pour la fabrication de bombes artisanales.
Le quatrième jour, la bataille prend fin et les troupes de la coalition sécurisent la ville.

## Conséquences

### Côté pakistanais
Le 3 juillet 2009, le Premier ministre du Pakistan, Youssouf Raza Gilani, se déclare préoccupé par l'afflux de population fuyant l'Afghanistan vers le Pakistan à la suite de l'opération en cours dans le Helmand, et estime qu'il doit y être mis un terme. Il sollicite la délégation française à ce sujet.
L'armée pakistanaise déplace des troupes de son côté de la frontière afghane jusqu'à l'étendue faisant face au Helmand afin d'essayer d'arrêter les militants fuyant l'offensive. Les officiels américains et pakistanais sont très préoccupés par le fait que l'intensification des opérations dans le sud de l'Afghanistan pourrait pousser les militants à franchir la frontière.

### Efficacité
Le 7 juillet 2009, des responsables de la défense afghane affirment que des combattants talibans et leurs commandants ont échappé à la grande offensive américaine dans la province du Helmand et se sont simplement « migrés » vers des zones à l'ouest et au nord, faisant craindre que les efforts américains ont juste déplacé le problème taliban ailleurs.
Le général Zahir Azami s'exprimant au nom du ministère afghan de la Défense, estime que depuis que les marines américains ont lancé leur offensive, les combattants talibans se sont déplacés au nord de la province du Helmand près de Baghran (en), une zone sous commandement allemand, ainsi qu'à la limite est de la province de Farah, en grande partie sous commandement italien. 
Le général de brigade Mahaiddin Ghori, responsable militaire afghan pour le Helmand, estime que sa province comptait environ 500 combattants talibans étrangers et 1 000 talibans afghans avant l'opération. Le général Zahir Azami n'a pas d'estimation de combien d'entre eux auraient « migré » vers le nord et l'ouest.
Les officiels américains ainsi que ceux de l'OTAN admettent que des talibans ont pu quitter le Helmand avant l'arrivée des marines, et les responsables américains déclarent en privé qu'ils ont assisté à moins de combat en une semaine d'offensive que ce qu'ils avaient anticipé. Le général Ghori a déploré le durcissement des règles d'engagement permettant à deux compagnies de talibans d'échapper aux griffes des forces alliées.
Le déplacement des talibans dans les zones de l'ouest et du nord a donné lieu à des doléances de la part des commandants allemands et italiens, dont les troupes sécurisent ces zones, et qui souhaitent une réponse à une question ; savoir si les États-Unis ont assez de troupes pour d'une part, poursuivre les insurgés, tout en réalisant en même temps le plan du général d'armée Stanley McChrystal, à savoir « nettoyer, tenir et construire » dans les zones prises aux talibans, tout en soutenant d'autre part les zones du nord et de l'ouest gérées par les forces allemandes et italiennes.

### Pertes humaines
Au cours de l'opération, 14 marines ont été tués. Deux soldats et un interprète afghans travaillant avec les marines ont aussi péri.
Les Américains ne tiennent pas de décompte officiel des pertes ennemis donc il est presque impossible d'avoir un chiffre exact du nombre de talibans tués durant l'opération. Cependant, basé sur les quelques rapports publiés, il peut être conclu qu'entre le 2 et le 4 juillet ainsi qu'entre le 12 et le 15 août 2009, à peu près 49 à 62 talibans ont été tués. Ces chiffres sont aussi à prendre avec précautions car les talibans ne tiennent pas de décompte officiel de leurs pertes au cours de l'opération, et ont plutôt tendance à enterrer les corps rapidement, appliquant par ce geste les préceptes de leur religion, ce qui rend plus difficile l'estimation exacte des décès.

## Unités engagées

### Force internationale d'assistance et de sécurité
- Forces afghanes

Inconnues (probablement constituées d'éléments de la 3e brigade, 205e corps qui constitue la garnison de l'ANA dans le Helmand).
- Forces britanniques

Opération Herrick
- Forces américaines

Task Force Leatherneck
Regimental Combat Team 3 
1er bataillon, 5e marines
2e bataillon, 8e marines
3e bataillon, 11e marines
2e bataillon de reconnaissance blindé léger
2e groupe logistique des marines
Marine Aircraft Group 40
Brigade d'aviation de combat, 82e division aéroportée (Task Force Pegasus)
3e bataillon, 82e brigade d'aviation de combat (Task Force Talon)

### Forces talibanes
- Plusieurs cellules opérationnelles et de fabrication d'EEI d'environ 4 à 10 personnes chacune, dirigées par un gouvernement taliban fantôme. Quetta Shura (en) située au Pakistan a fourni les responsables talibans pour la province du Helmand[27].

## Vidéos
- (en) Vidéo de l'opération Khanjar, partie I, Send in the Reinforcements, United States Marine Corps avec le soutien de l'armée nationale afghane. 4 000 marines supplémentaires sont déployés dans la province du Helmand. Pour une meilleure visualisation, mettez à jour vers la dernière version de VLC. Publiée le 31 juillet 2009.
- (en) Vidéo de l'opération Khanjar, partie II, Mission Launch, United States Marine Corps avec le soutien de l'armée nationale afghane. Environ 25 hélicoptères décollent pour déposer les marines dans la vallée de la rivière Helmand. Pour une meilleure visualisation, mettez à jour vers la dernière version de VLC. Publiée le 31 juillet 2009.
- (en) Vidéo de l'opération Khanjar, partie III, United States Marine Corps avec le soutien de l'armée nationale afghane. Une compagnie de marines en patrouille dans le village de Sorkh-Duz, au Garmsir, dans la province du Helmand. Ils sont invités par le gouverneur du district. Leur mission est de gagner la confiance de la population locale. Pour une meilleure visualisation, mettez à jour vers la dernière version de VLC. Publiée le 4 août 2009.